# 山崎凛
山崎　凜（やまざき りん、2001年〈平成13年〉3月24日 - ）は、日本のバスケットボール選手。愛知県出身。ポジションはスモールフォワード/シューティングガード。B.LEAGUE・岩手ビッグブルズに所属している。

## 来歴
土浦日本大学高校から青山学院大学に進学。在学中の2021年10月広島ドラゴンフライズに練習生として加入、同12月に活動終了。
2022年3月、長崎ヴェルカへの特別指定選手登録が発表された。
リーグ戦初出場は同3月19日のしながわシティ戦の4Qで、残り10秒のところで初得点を上げた。
同5月13日、長崎での特別指定選手としての活動終了が発表されたがそのままチームに帯同を続け、2022-23シーズンも再び特別指定選手登録された。
2023-24シーズンは滋賀レイクスターズでプレー。
2024-25シーズンはファイティングイーグルス名古屋へ加入した。
2025-26シーズンは岩手ビッグブルズへ加入した。

## 人物
- 「練習が軽いところには行きたくなかった」という理由で青山学院大学に進学したと答えている[10]。

## 個人成績
| シーズン   | チーム   | GP | GS | MPG   | FG%  | 3P%  | FT%   | RPG | APG | SPG | BPG | TO  | PPG |
| ---------- | -------- | -- | -- | ----- | ---- | ---- | ----- | --- | --- | --- | --- | --- | --- |
| B3 2021-22 | 長崎(特) | 4  | 0  | 8.0   | .273 | .083 | .600  | 1.2 | 0.2 | 0   | 0   | 0.2 | 4.0 |
| B2 2022-23 | 長崎(特) | 35 | 0  | 05:45 | .297 | .222 | .889  | 0.9 | 0.2 | 0.1 | 0   | 0.1 | 1.5 |
| B2 2023-24 | 滋賀     | 35 | 0  | 04:10 | .320 | .154 | .375  | 0.5 | 0.3 | 0.1 | 0   | 0.2 | 1.1 |
| B1 2024-25 | FE名古屋 | 13 | 0  | 06:31 | .269 | .182 | 1.000 | 0.8 | 0.2 | 0.2 | 0.0 | 0.2 | 1.8 |